# Administração militar na Bélgica e no norte da França
A Administração Militar na Bélgica e no norte da França (em alemão:  Militärverwaltung in Belgien und Nordfrankreich) foi uma unidade de ocupação provisória estabelecida durante a Segunda Guerra Mundial pela Alemanha nazista, que incluía a atual Bélgica e os departamentos franceses de Nord e Pas-de-Calais. A administração também era responsável por governar a zona interdite, uma estreita faixa de território ao longo das fronteiras norte e leste da França. Permaneceu em existência até julho de 1944. Os planos para transferir a Bélgica da administração militar para uma administração civil foram promovidos pelas SS, e Hitler estava pronto para fazê-lo até o outono de 1942, quando adiou os planos para o que deveria ser temporária, mas acabou sendo permanente até o fim da ocupação alemã. As SS haviam sugerido Josef Terboven ou Ernst Kaltenbrunner como o comissário do Reich (Reichskommissar) para a futura administração civil.

## Reichskommissariat
Em 18 de julho de 1944, a Administração Militar foi substituída por uma civil, liderada pelo Gauleiter, Josef Grohé, que foi nomeado Reichskommissar do Reichskommissariat da Bélgica e do Norte da França (Reichskommissariat Belgien und Nordfrankreich)

## Grupos colaborativos
A administração nazista foi auxiliada por colaboracionistas fascistas flamengos, valões e franceses. No território belga binacional, a região predominantemente francesa da Valônia, os Rexistas ajudaram os nazistas, enquanto em Flandres, de população flamenga, a União Nacional Flamenga apoiava os nazistas. No norte da França, as tendências separatistas flamengas foram estimuladas pelo pró-nazista Vlaamsch Verbond van Frankrijk liderado pelo padre Jean-Marie Gantois.
A vinculação dos departamentos Nord e Pas-de-Calais à administração militar em Bruxelas foi inicialmente feita com base em considerações militares e, supostamente, foi feita em preparação para a planejada invasão da Grã-Bretanha. Em última análise, o anexo foi baseado na intenção de Hitler de mover a fronteira do Reich para o oeste, e também foi usado para manter a pressão sobre o regime de Vichy - que protestou contra a restrição de sua autoridade no que ainda era território nacional francês de jure - para garantir seu bom comportamento.